# Agata Ostrowska (tłumacz)
Agata Ostrowska (ur. 1990 w Kielcach) – polska tłumaczka literatury anglojęzycznej i hispanojęzycznej, redaktorka i korektorka.  Należy do Stowarzyszenia Tłumaczy Literatury. 

## Życiorys
Absolwentka Instytutu Lingwistyki Stosowanej Uniwersytetu Warszawskiego oraz studiów podyplomowych z redakcji językowej tekstu na Wydziale Polonistyki UW. Autorka około pięćdziesięciu przekładów literackich z angielskiego i hiszpańskiego. Współpracowała m.in. z ArtRage, Czarną Owcą, Filtrami, Pauzą, WAB, Wydawnictwem Poznańskim i Znakiem.

## Wybrane przekłady
- Anna Kavan, Lód. Wydawnictwo ArtRage 2025[3].
- Juliana Javierre, Plaga. Wydawnictwo ArtRage 2025[4].
- Alana S. Portero, Niedobry zwyczaj. Wydawnictwo Filtry 2025[5].
- Brenda Navarro, Prochy w ustach. Wydawnictwo ArtRage 2025[6].
- Gina Apostol, Insurrecto. Tajfuny 2024[7].
- Conor Stechschulte, Ultradźwięki. Mandioca 2024[8].
- Jordi Bayarri, Dani Seijas, Mary Anning. Łowczyni smoków. Egmont 2024[9].
- Nona Fernández, Space invaders. Wydawnictwo ArtRage 2024[10].
- Tan Twan Eng, Dom Drzwi. Wydawnictwo Poznańskie 2024[11].
- Cristina Morales, Lektura uproszczona. Wydawnictwo ArtRage 2024[12].
- Charmaine Wilkerson, Czarny tort. Wydawnictwo Znak 2023[13].
- Elena Medel, Cuda. W.A.B. 2023[14].
- Andrea Abreu, Ośli brzuch. Wydawnictwo ArtRage 2022[15].
- Margaryta Jakowenko, Przemieszczenie. Wydawnictwo ArtRage 2022[16].

## Nominacje do nagród
W 2025 z Katarzyną Okrasko nominowana do Nagrody Prezydenta Miasta Gdańska za Twórczość Translatorską im. Tadeusza Boya-Żeleńskiego za przekład powieści Cristiny Morales "Lektura uproszczona".